# 美韩鹞鹰军事演习

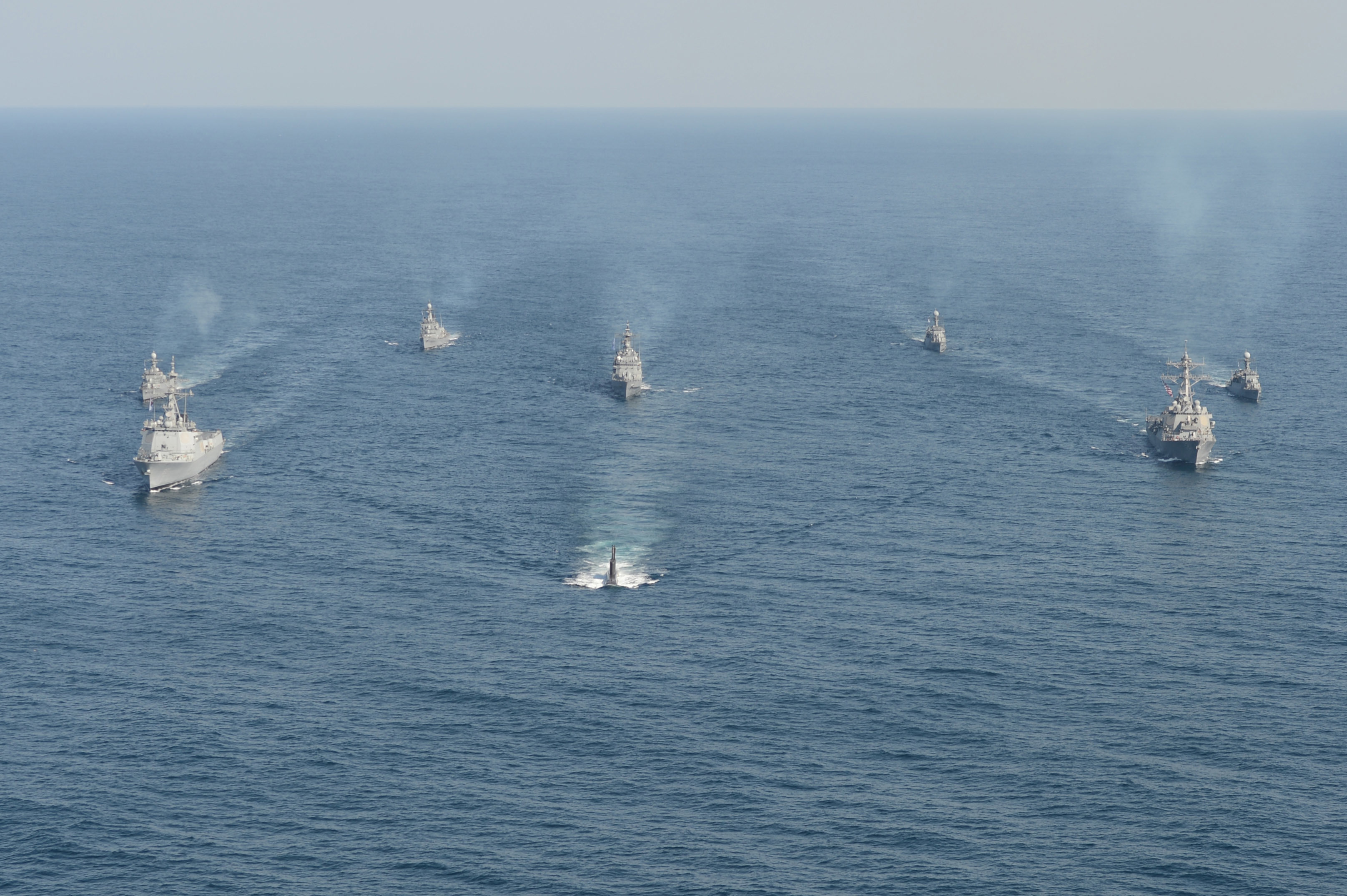
美韩鹞鹰联合军演

鹞鹰（英語：Foal Eagle），是美军与大韩民国国军的年度三军联合军演，始于1961年。2001年起，这项军演与美韩的另一项军演RSOI（后来改名为关键决断）同时举行。相比RSOI，鹞鹰演习更富实战性，是一项野外机动训练。
文在寅就任韩国总统后，韩朝关系有所缓和。第二次金特会後，韓美宣佈停止鹞鹰軍演，未來可能以小规模部队演習代替，例如营级以下级别的演习。。